# Telestation

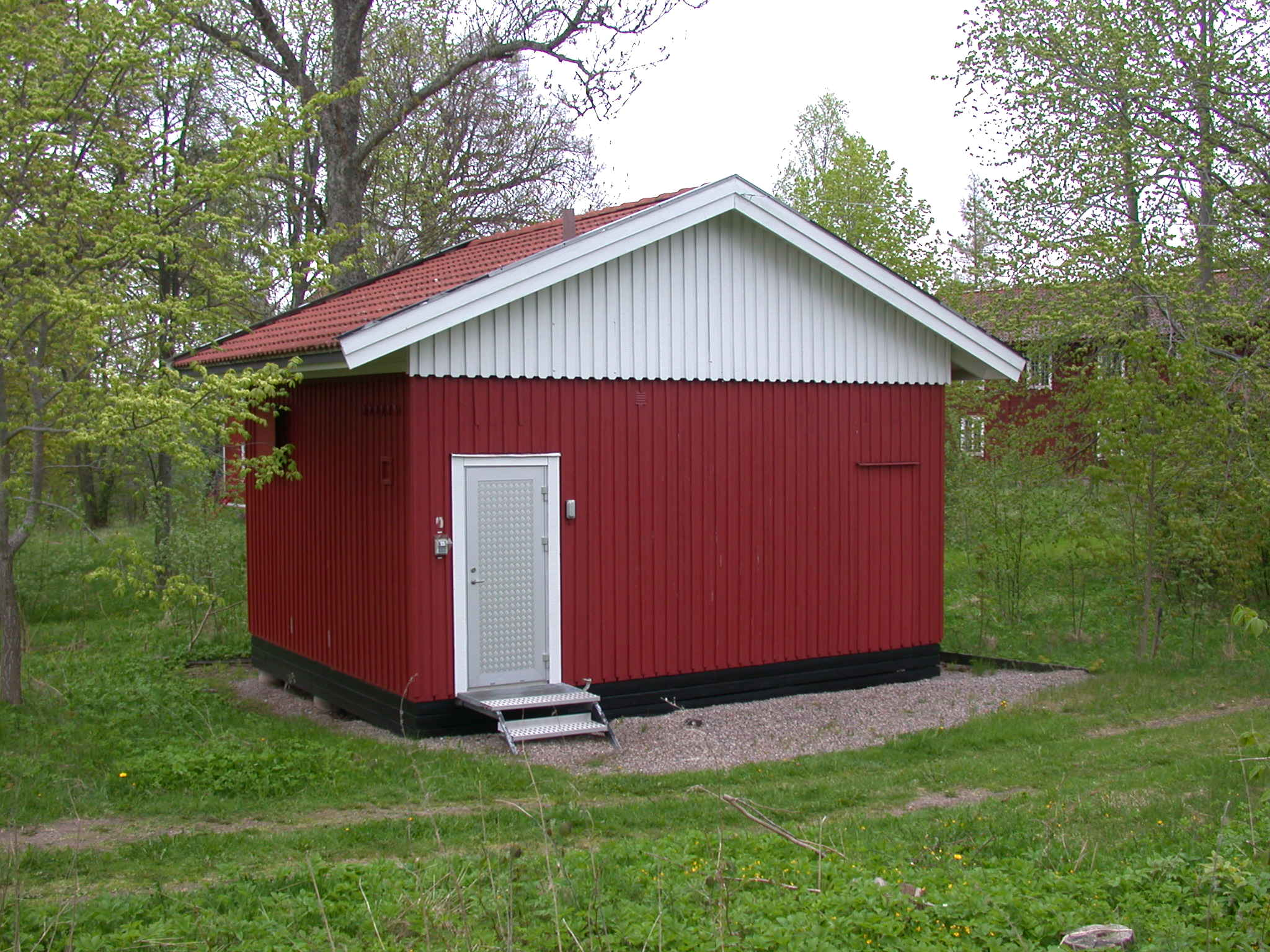
En svensk telestation.

Telestation (även AT-station, automatisk telestation) är en byggnad där utrustning för telekommunikation över det allmänna telenätet är inrymd.

## Sverige
År 2006 hade Sverige har cirka 8000 telestationer som tillhör Telia-koncernen. Utöver detta finns ett antal telestationer som tillhör andra teleoperatörer.

### Historik

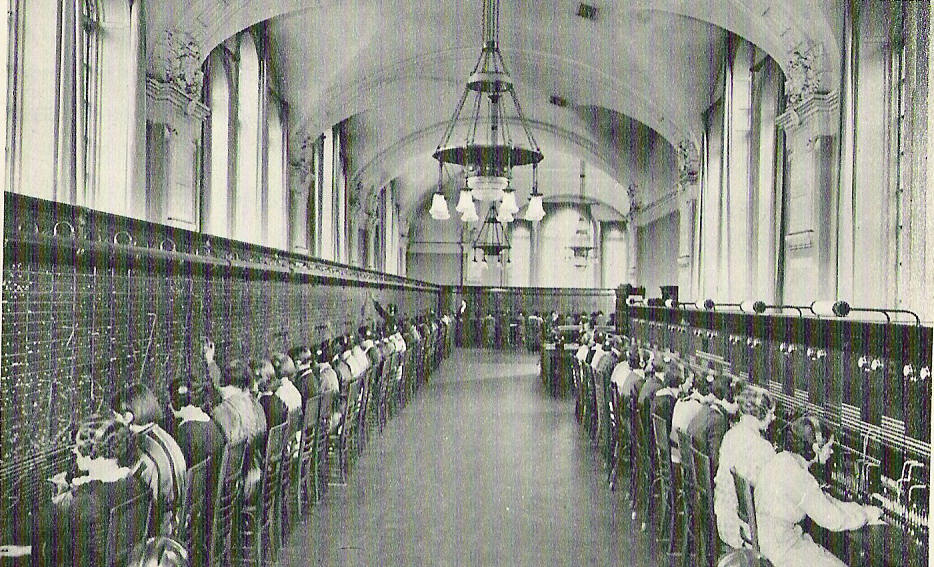
Manuell telestation i Malmö 1934, före automatiseringen. Lokalborden till vänster och riksborden till höger.

Då det allmänna telenätets så kallade accessdel, det vill säga nätdelen mellan telestationen och abonnenten, gradvis byggdes ut under 1800- och 1900-talet skedde all telekommunikation med hjälp av manuellt betjänade telefonväxlar. Abonnenterna anslöts till växeln där telefonister förmedlade samtal genom att koppla samtalet vidare, antingen lokalt inom stationen eller på lands- eller riksledningar till annan station.
Gradvis automatiserades telenätet och den sista manuellt betjänade växeln i Adolfström utanför Arjeplog togs ur drift i juni 1972. Telekommunikationen och användandet av teletjänster ökade hela tiden och i takt med att Televerket tillförde nya tjänster och byggde ut nätet ökade också antalet stationer som behövdes för att tillgodose efterfrågan.
I mitten av 1980-talet inleddes på allvar utbyggnationen av det av L M Ericsson och Televerket samägda bolaget Ellemtel Utvecklings AB utvecklade AXE-tekniken. Den dittills ofta mycket utrymmeskrävande och reläbaserade teleutrustningen kunde nu skrotas och ersättas av mer kompakt utrustning, en utveckling som fortsatt sedan dess. Den sista stationen som digitaliserades i Sverige ligger i Älvros.

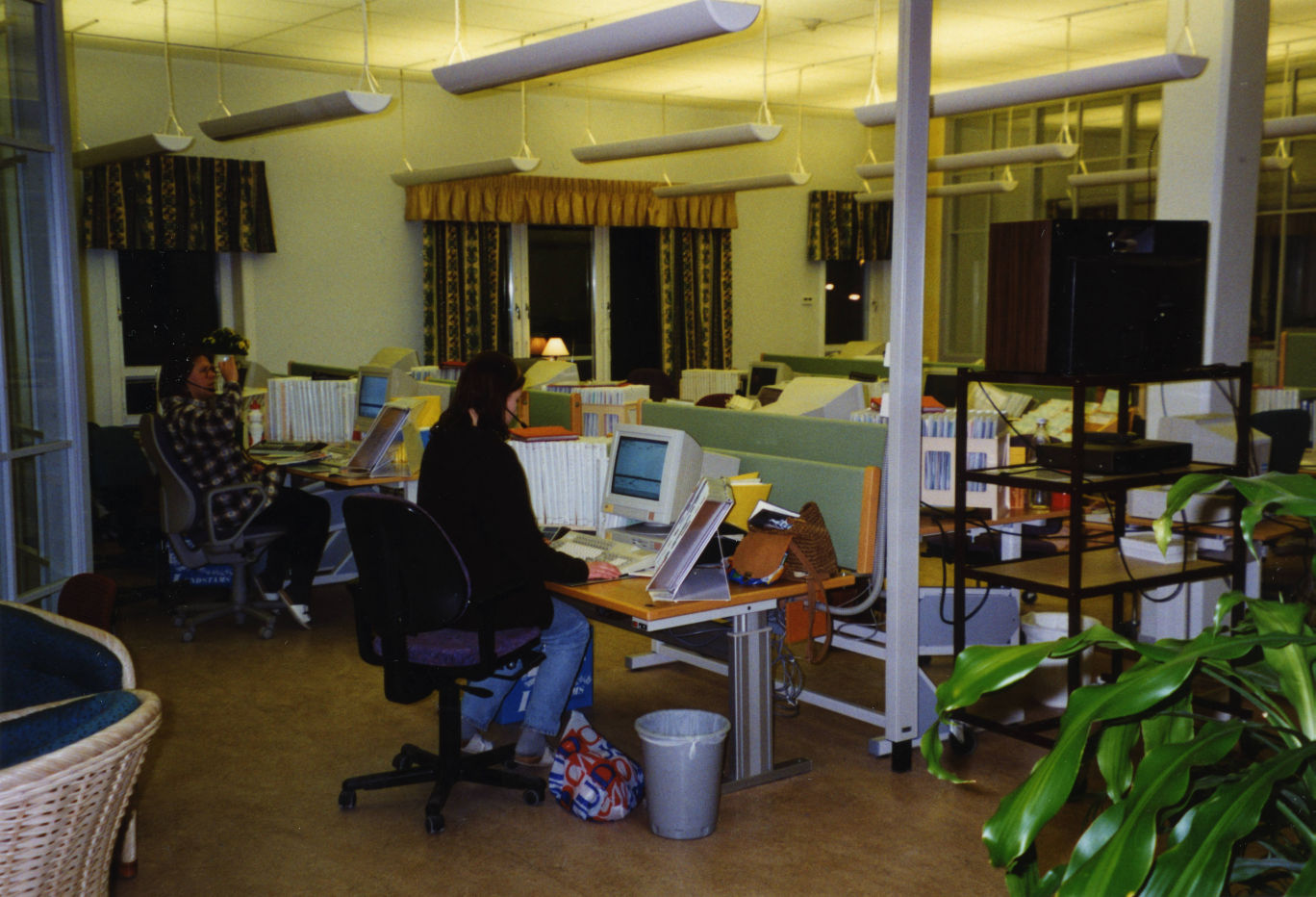
Östersunds telestation 1995. Här expedierades utlandsupplysning och viss annan manuell utlandstrafik.

När Televerket bolagiserades och ersattes av Telia, hamnade alla telestationer i fastighetsbolaget Telaris. Telaris inledde ett arbete som innebar att Telia inte skulle äga sina egna fastigheter som ofta ligger i attraktiva centrumlägen. Man sålde fastigheterna men skrev hyresavtal för att kunna ha utrustningen kvar i lokalerna. Telaris avvecklades så småningom och den 15 juni 2009 beslutades att företaget skulle träda i likvidation. Telia Sonera återtog därmed administrationen av stationerna.
När efterfrågan på bredbandsteknik började öka skedde detta samtidigt som första (analoga) och andra generationens (digitala) AXE-teknik minskade i betydelse. Detta berodde på att abonnenterna alltmer gick över till IP-baserade kommunikationssätt, till exempel IP-TV och IP-telefoni. Den utrustning som ca 20 år tidigare ersatt den gamla reläbaserade utrustningen har blivit allt mer förlegad och kopplas gradvis ned i takt med att ny bredbandsteknik byggs ut. Detta gör emellertid inte att antalet telestationer utan vidare kan reduceras, eftersom man för ADSL-baserad bredbandsteknik måste ha tillgång till accessnätet.
Telia, som till följd av att man äger accessnätet, är den marknadsdominerande teleoperatören för fast telefoni och bredband, beordrades av Post- och telestyrelsen att öppna sitt accessnät för externa teleoperatörer, internationellt kallat local loop unbundling, LLUB. Detta gjorde också att man erbjöd andra operatörer att ställa sin bredbandsutrustning på Telias stationer. Det finns emellertid omfattande mängder äldre teknik kvar på telestationerna och det är mycket dyrt att rasera och avveckla denna. I vissa lägen och på en del stationer var situationen så komplex att stationen inte utan vidare kunde upplåtas för andra operatörer eftersom det helt enkelt inte fanns plats för utrustning eller kopplingsmöjlighet till accessnätet. I ett projekt som marknadsfördes av Skanova, Skanova Samfinansierad Stationsanpassning, gick operatörer som var intresserade av en station där det rådde utrymmesbrist samman för att gemensamt finansiera ombyggnationen.
Det förekommer att mobiloperatörer hyr in sig i telestationer och placerar sina antenner på byggnadens tak eller i en intillstående antennbärare, till exempel ett torn eller en mast.

### Stationstyper
- UX: Utlandsförmedlingsstation
- FX: Förmedlingsstation
- LX: Lokal förmedlingsstation, AXE
- KC: Koncentrator (AXE)